# 徳永英明Live
『徳永英明Live』（とくながひであきライブ）は、德永英明のライブ・アルバム。1990年7月1日発売。

## 概要
音源は1989年から1990年にかけて開催された「REALIZE」ツアーより1990年3月16日の国立代々木競技場でのもの。アルバム『REALIZE』収録曲を中心に德永の代表曲で構成されている。
初回生産盤はスペシャルボックスパッケージ仕様で52ページのブックレットが封入されている。
1992年11月2日には10万枚限定で再発された。

## 収録曲

### DISC 1
1. レイニー ブルー
2. 輝きながら…
3. ラバーズ
4. 感じるままに
5. あなたのために
6. 未完成
7. 恋人
8. さよならの水彩画
9. 最後の言い訳
10. 夢を信じて

### DISC 2
1. HONG KONG NIGHT
2. どれくらいの時がたてば
3. コバルトに消えたブルー
4. セレブレイション
5. MYSELF 〜風になりたい〜
6. 君の青
7. 僕の時計
8. レイニー ブルー
  - デビュー前の歌詞バージョン。